# Nick Oudendag
Nick Oudendag (Zevenaar, 23 aprile 1987) è un ex cestista olandese.

## Palmarès
- Coppa d'Olanda: 1

Matrixx Magixx: 2007